# DS9
DS 9 (укр. ДеЕс 9) — автомобіль класу Е французького преміум автовиробника DS Automobiles що виготовляється з лютого 2020 року. Автомобіль збудовано на модульній платформі PSA EMP2, що й Peugeot 508.

## Опис

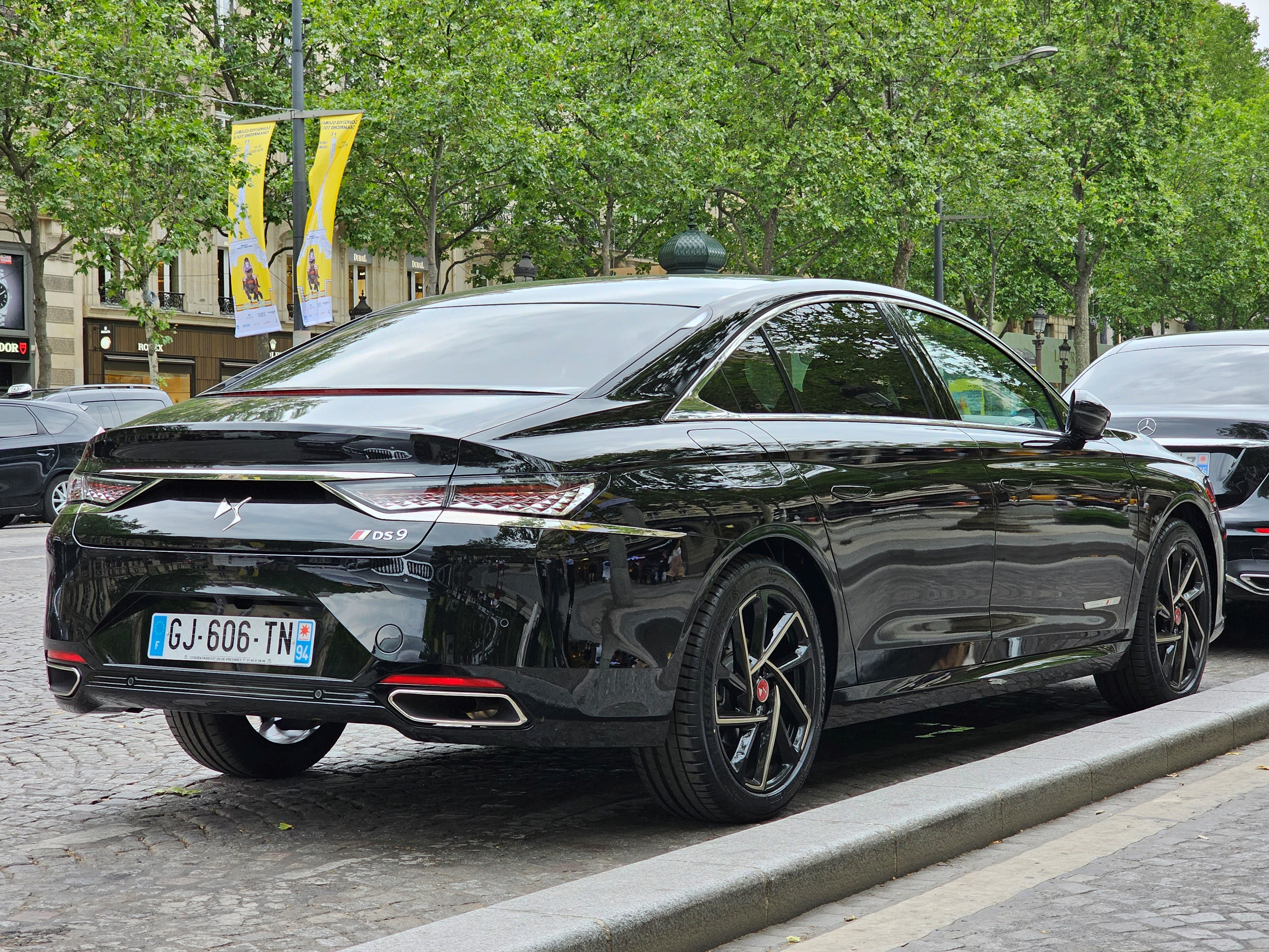
DS9

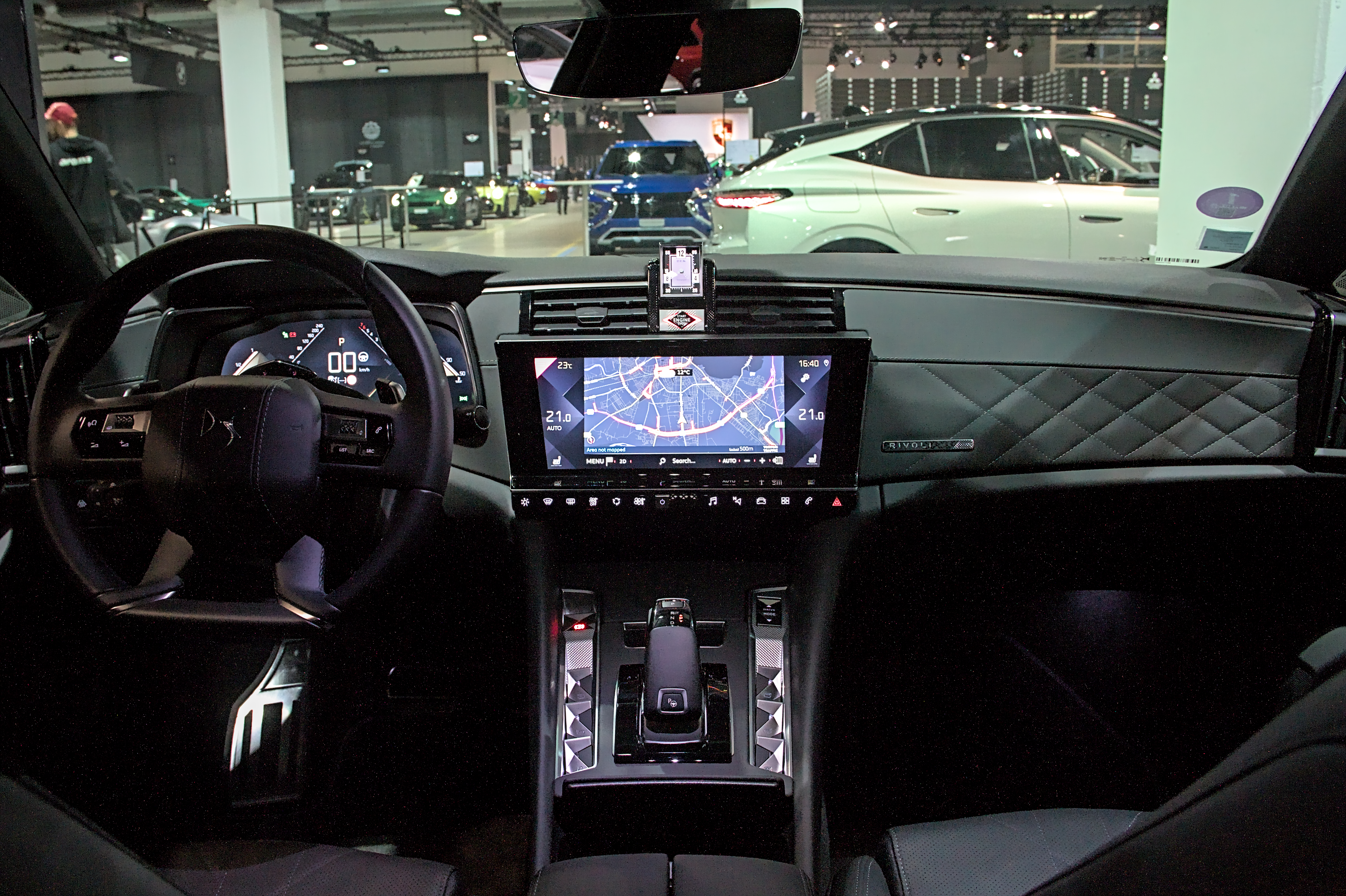

Базова версія комплектується бензиновим турбодвигуном 1.6 потужністю 225 к.с. (300 Нм). Підключаємий гібрид E-Tense має той же двигун 1.6 потужністю 200 к.с., але в парі електродвигуном (110 к.с.), який живиться від батареї ємністю 11,9 кВт•год. Сумарна віддача установки - 225 к.с., 320 Нм, запас ходу на електротязі по циклу WLTP - до 48 км. В обох випадках DS 9 передньопривідний і з 8-ст. АКПП Aisin.
В оснащення DS 9 увійшла цифрова приладова панель, мультимедійна система з масивним дисплеєм, оригінальне кермо, мультиконтурні сидіння з масажем і вбудованими USB портами і акустична система з 14 динаміками. Крім того, седан отримав цілий ряд систем допомоги водієві, в числі яких автопілот другого рівня, моніторинг сліпих зон, автоматичне екстрене гальмування, розпізнавання дорожніх знаків, утримання в смузі і асистент контролю втоми водія.

## Двигуни
- 1.6 L PSA PureTech (EP6FDT) I4 225 к.с. 300 Нм
- 1.6 L PSA PureTech (EP6FDT) PHEV I4 180 к.с. + електродвигун 110 к.с. сумарно 225 к.с. 320 Нм
- 1.6 L PSA PureTech (EP6FDT) PHEV I4 200 к.с. + електродвигун 110 к.с. сумарно 250 к.с. 320 Нм
- 1.6 L PSA PureTech (EP6FDT) PHEV I4 200 к.с. + 2 електродвигуни 110 к.с. сумарно 360 к.с. 520 Нм

## Продажі
| рік  | Європа |
| ---- | ------ |
| 2021 | 1.778  |

1. ↑  Європа: 2020 ЄС 27 + Велика Британія + Швейцарія + Норвегія + Ісландія